# Alfonso Camín
Alfonso Camín Meana (Gijón, 12 de agosto de 1890-Gijón, 12 de diciembre de 1982) fue un escritor y poeta español.

## Biografía
Nació en La Peñuca, en el barrio de Roces y a la edad de quince años, en 1905, tras haber trabajado en una cantera de Contrueces, se traslada a Cuba, donde se inicia en el periodismo, siendo redactor de los periódicos La Noche y del Diario de la Marina, y llegando a dirigir la revista Apolo. En 1914 regresa a España como periodista del Diario de la Marina para cubrir la Primera Guerra Mundial. 
Se estableció en Madrid, donde residió hasta 1936, y es en la capital española donde conoce a la que será su esposa Rosario Armesto. Fue director de la revista Norte desde 1929 hasta su fallecimiento. Al estallar la guerra civil española vuelve a abandonar España, exiliándose primero a Cuba y luego a México. Obtuvo los premios nacionales de literatura Miguel de Cervantes en 1952, y de la crítica, en 1965. Regresa el 25 de septiembre de 1967 a Gijón, donde falleció. Está enterrado en el cementerio de San Félix, en Porceyo.
Alfonso Camín Meana es tío abuelo del escritor e historiador Héctor Aguilar Camín reconocido personaje del periodismo en México. En su célebre poema "Macorina", incluido en su libro "Carey", Alfonso rinde homenaje a la vida de María Calvo Nodarse. Letra que la cantante costarricense naturalizada mexicana Chavela Vargas transformó en una de las canciones más icónicas de su carrera.
Es considerado el Poeta Nacional de Asturias pero, sobre todo, su gran aporte a la literatura mundial fue abrir el camino, siendo pionero de la poesía afroantillana. Sus poemas, desde el inicio de los años veinte, influyeron en muchos de los poetas que siguieron ese rumbo: Ramón Guirao, Alejo Carpentier y Nicolás Guillén, entre otros. En 1981 fue nombrado «Hijo Predilecto y Poeta de Asturias» y recibió el Gran Premio de las Letras Asturianas de la Fundación Dolores Medio. Con motivo del 30 aniversario de su muerte, el RIDEA rinde homenaje al poeta de Roces.
El Ayuntamiento de Gijón le dedicó en vida una calle, por acuerdo de 14 de octubre de 1977. En 1978 se alzó un monolito en su honor frente a la iglesia de San Julián en su parroquia natal.  A su muerte, el concejo de Mieres también le dedicó la calle antes llamada de Enrique Langa, en 1982. En 2018 el Ayuntamiento de Oviedo le dedicó la plaza hasta entonces denominada Rodríguez Cabezas.
La Biblioteca Pública Municipal de Roces del Ayuntamiento de Gijón recibe el nombre de Alfonso Camín y cuenta con una importante colección de sus obras y una guía de lectura sobre la misma.

## Obras
- Adelfas (Habana, 1913. 2.ª ed. México, 1920).
- Crepúsculos de Oro (Habana, 1914).
- El valle negro
- Los Emigrantes (1915)
- Cien sonetos (Habana, 1915).
- La ruta (Madrid, 1916)
- De la Asturias simbólica (Habana, 1916. 2.ª ed. México, 1918).)
- ¿Quosque tandem? (México, 1920).
- Alabastros (México, 1921)
- Hombres de España (Madrid, Renacimiento, 1923).
- La moza del castañar (Madrid, Renacimiento, 1923).
- Hombres de España y de América (Habana, 1925).
- De la Asturias simbólica y nuevos poemas (Madrid, Renacimiento, 1925).
- La Carmona (Novela asturiana) (Madrid, Renacimiento, 1925).
- Carteles (Poemas) (Madrid, Renacimiento, 1926).
- Los hombres y los días (Madrid, Renacimiento, 1927).
- La Pícara molinera
- Entre volcanes (Novela). (Madrid, Renacimiento, 1928).
- Xochitl y otros poemas. (Madrid, Ed. Ibero-Americana, 1929).
- Antología poética. (Madrid, Ed. Ibero-Americana, 1930).
- Carey (Poemas de Cuba). (Madrid, Ed.Revista Norte, 1931). * Macorina
- La Pregonada (Novela asturiana).
- El gallo de Mateón
- La Mariscala o el verdadero Bobes
- Juan de la Cosa (Madrid, Ed. Revista Norte, 1945).
- España y sus hombres
- América y sus hombres (México, 1957)
- Entre manzanos
- Entre palmeras (Vidas emigrantes)
- El collar de la emperatriz
- El mundo y sus hombres
- La moza del molino
- La copa y la sed (México, Imprenta Azteca, 1954)